# إنريكي ديفيد ماتيو
إنريكي ديفيد ماتيو (بالبرتغالية: Mateo David Enrique‏) (21 فبراير 1987 بساو برناردو دو كامبو في البرازيل - ) هو لاعب كرة قدم برازيلي في مركز الدفاع. لعب مع فيورنتينا ونادي ليكو ونادي أريتسو وCampobasso FC ‏.